# Parafia Matki Miłosierdzia Ostrobramskiej w Piszu
Parafia Matki Bożej Miłosierdzia Ostrobramskiej w Piszu – parafia rzymskokatolicka utworzona w 1990 roku. Należy do dekanatu Pisz diecezji ełckiej. Kościół parafialny został zbudowany w 1990–1992. Mieści się przy ulicy Wołodyjowskiego.